# Starksia starcki
Starksia starcki är en fiskart som beskrevs av Gilbert, 1971. Starksia starcki ingår i släktet Starksia och familjen Labrisomidae. Inga underarter finns listade i Catalogue of Life.